# Governadors rustúmides de Tripolitània
Els governadors rustúmides de Tripolitana foren les autoritats ibadites de Tripolitana que reconeixien la sobirania suprema de l'imam ibadita de Tahert de la dinastia rustúmida. De fet eren governants independents però voluntàriament mantenien la vinculació a una autoritat ibadita que era més poderosa. Portaven el títol de wali (valí), però en la pràctica foren els imams de la Tripolitana.
Després de la derrota ibadita del 772, els ibadites de la Tripolitana es van reorganitzar els següents anys però sense elegir imam. Vers el 777, quan Abd-ar-Rahman ibn Rústam fou escollit imam a Tahert, el cap ibadita local el va reconèixer com el seu superior.
La seva cronologia és molt confusa.
- As-Samh ibn Abi-l-Khattab al-Maafirí, 777-812
- Khàlaf ibn as-Samh al-Maafirí, 812- ?
- Abu-l-Hàssan Ayyub, ?-822
- Abu-Ubayda Abd-al-Hamid al-Janawaní, vers 822-860
- Al-Abbàs ibn Ayyub
- Abu-Mansur Ilyas an-Nafussí, vers 880
- Abu-Dharr Àban, set mesos en data incerta cap al final del segle IX
- Al-Àflah ibn al-Abbàs, ? -896

En 896, la Tripolitana caigué sota el control dels aglàbides.